# Mindanaoa orientalis
Mindanaoa orientalis är en insektsart som beskrevs av Mahmood 1967. Mindanaoa orientalis ingår i släktet Mindanaoa och familjen dvärgstritar.
Artens utbredningsområde är Filippinerna. Inga underarter finns listade i Catalogue of Life.